# Marcel Marceau
Marcel Marceau, pseudoniem van Marcel Mangel, (Straatsburg, 22 maart 1923 – Cahors, 22 september 2007) was een Frans mimespeler die een grote rol heeft gespeeld bij de verspreiding van dit toneelgenre.

## Levensloop
Marceau werd geboren als zoon van Anne Werzberg en Charles Mangel, een Joodse koosjere slager van Poolse oorsprong. Toen hij vier jaar was, verhuisde het gezin naar Rijsel. Op jonge leeftijd was hij reeds, in gedachten, Robin Hood, de Drie Musketiers, Napoleon of zelfs Jezus aan het Kruis. Ten slotte verhuisde het gezin terug naar Straatsburg. Marcel ontdekte er de wereld van de muziek en het theater door zijn vader, zelf een bariton, die hem regelmatig meenam naar voorstellingen. Vooral de stomme films van Charlie Chaplin, Buster Keaton en de Marx Brothers begeesterden hem.
Het Joodse gezin moest aan het begin van de Tweede Wereldoorlog op de vlucht slaan naar de Périgueux en Limoges. Marcel Marceau werd, samen met zijn broer Alain, reeds in 1942 actief lid van de verzetsgroep Vrije Fransen in Limoges. Hij nam hier zijn patroniem Marceau aan om zijn Joodse oorsprong te verbergen. Zelf vertelde hij dat hij deze naam ontleende aan een vers van Victor Hugo ("Hoche sur l'Adige, Marceau sur le Rhin"), omdat hij afkomstig was uit de Bas-Rhin en hij de Duitsers uit Frankrijk wilde verdrijven. Een andere uitleg is dat hij de naam aannam van de Franse generaal François Séverin Marceau-Desgraviers, die tijdens de jaren van de Franse Revolutie de Duitsers had bevochten tot aan de Rijn.
Omdat hij goed kon tekenen, maakte hij in het verzet documenten na. Hij hielp een neef Joodse kinderen te verbergen en bracht ze samen met zijn broer vervolgens, gekleed als padvinders, tot aan de Zwitserse grens. In dezelfde periode 1942-1943 volgde hij ook een opleiding tot schilder aan de Arts Décoratifs de Limoges en tot acteur aan de Academie.
De vader van Marcel Marceau werd in 1944 aangehouden door de Gestapo en kwam om in het vernietigingskamp Auschwitz.
Marceau raakte geïnteresseerd in acteren. Gedurende de laatste maanden van de oorlog verbleef hij in La Maison de Sèvres, een opvangtehuis nabij Parijs, waar meerdere Joodse kinderen zich schuil hielden onder een valse naam. Hij gaf hier elke week een voorstelling met imitaties van Charlie Chaplin. Een theatercriticus, die hem had opgemerkt, raadde hem aan zich in te schrijven aan een toneelschool.
Marceau sloot zich in 1944, na de bevrijding van Parijs, aan bij de Forces Françaises Libres van Generaal de Gaulle. Zijn uitstekende kennis van het Engels kwam hem goed te pas als verbindingsofficier in het leger van generaal Patton. Na de overgave van Duitsland, trad hij regelmatig op voor de geallieerde troepen.
In 1946 werd hij student bij l'École d'art dramatique Charles-Dullin in Parijs, waar hij les kreeg van onder andere Charles Dullin en de beroemde mimespeler Étienne Decroux (1898-1991). Marceau ontdekte er ook zijn levenslange liefde voor het tekenen en het schilderen: hij werd ook schilder, illustrator en lithograaf. Étienne Decroux onderkende het talent van Marceau. Hij leerde hem de knepen van het vak en schreef ook verschillende stukken voor hem. Jean-Louis Barrault, eveneens een gewezen leerling van Etienne Decroux, nam hem aan als medewerker van zijn eigen La Compagnie Barrault-Renaud en castte hem voor de rol van Arlequin (harlekijn) in de pantomime Baptiste in het Théâtre de Marigny. Marceaus prestaties zorgden ervoor dat hij in het Bernhardt Theater zijn eerste mimodrama mocht presenteren, Praxitele and the Golden Fish. Dit zorgde voor zijn doorbraak als mime.
In 1947 verzon Marceau "Bip", een trieste clown met een wit gezicht, zwartomrande ogen en een karmijnrode mond, die allerlei avonturen beleeft. Hij trad voor de eerste maal op als deze vreemde, gevoelige en poëtische snuiter in het Théâtre de Poche in Parijs. Het figuurtje Bip werd genoemd naar Pip in het boek Great Expectations van zijn geliefde auteur Charles Dickens. Door Bip werd Marceau wereldwijd bekend. Hij geeft gedurende zijn mimespel (of beter, mimodrama) vorm aan zijn tragische gedachten bij middel van gebaren.
Zijn mimespel is een voortzetting van een kunst uit de Griekse en Romeinse oudheid die tot ons gekomen is via de Commedia dell'arte, maar die in de 19e eeuw verdween.
Marceau richtte in 1949 het eerste enige echte mimegezelschap ter wereld op, dat meer dan 15 mimodrama's gaf, waaronder Pierrot van Montmartre en Don Juan. Hij richtte in 1978 in Parijs zijn eigen mimeschool École internationale de mimodrame op. Er werden over een periode van twintig jaar ongeveer veertig nieuwe mimespelers opgeleid, afkomstig uit twintig verschillende landen. In 1993 richtte hij met de beste leerlingen uit zijn school een nieuw gezelschap op La Nouvelle Compagnie de mimodrame Marcel Marceau waarmee hijzelf nog optrad tot 1997.

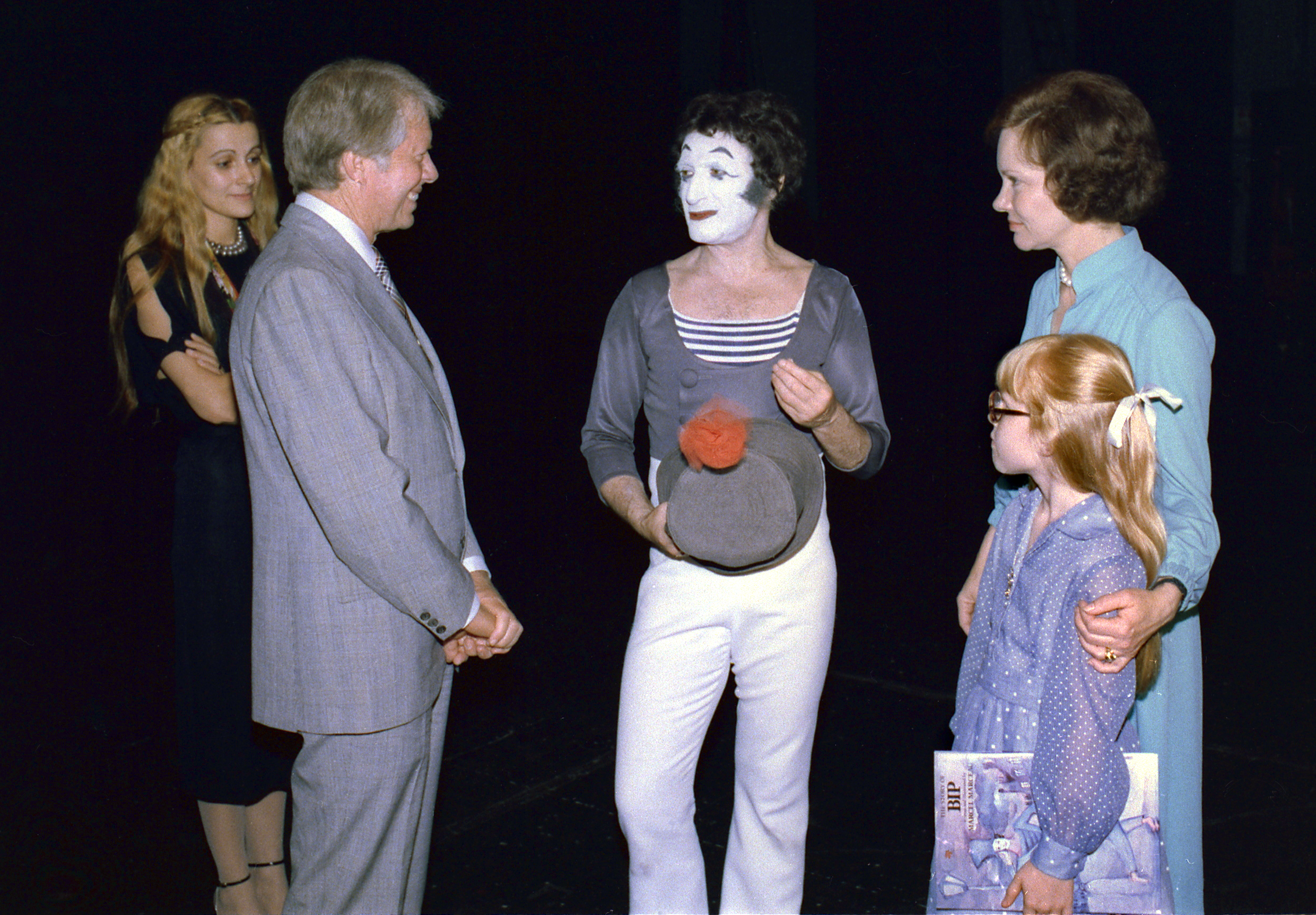
Marcel Marceau met de Amerikaanse president Jimmy Carter (1977)

Marceau was populair over de gehele wereld, doordat zijn mimespel uitsluitend visueel was (en dus door iedereen kon begrepen worden) en door de universele thema's die hij gebruikte. Hij was evengoed bekend in de Verenigde Staten (waar hij trouwens zijn meeste voorstellingen gegeven heeft), in Japan, Latijns-Amerika, Rusland, als in Frankrijk. Hij trad op voor vier Amerikaanse presidenten: Lyndon Johnson, Gerald Ford, Jimmy Carter en Bill Clinton.
Marceau inspireerde vele anderen, waaronder Michael Jackson die zijn beroemde Moonwalk zou hebben afgekeken van een sketch van Marceau.
Hij schreef ook verschillende boeken waaronder L'Histoire de Bip (de Geschiedenis van Bip), Les Sept Péchés capitaux (de Zeven Hoofdzonden) en Pimporello. Marceau heeft ook opgetreden in vele films, waaronder als professor Ping in Barbarella van Roger Vadim (1968) en, zijn laatste film, als een slang in Joseph's Gift van Philippe Mora (1998)
Marcel Marceau huwde driemaal en had twee zonen en twee dochters. Zijn artiestenloopbaan duurde zestig jaar; hij is actief geweest tot op het einde, met tot 250 voorstellingen per jaar over de gehele wereld.
Op 23 september 2007 maakte zijn familie bekend dat Marcel Marceau de vorige dag op 84-jarige leeftijd was overleden. Zijn dochter Camille Marceau maakte bekend dat haar vader op het kerkhof Père Lachaise van Parijs begraven zou worden.

## Eerbetoon
Marceau kreeg van vier Amerikaanse universiteiten een eredoctoraat (University of Oregon, Linfield College, Ohio State University, University of Michigan). Hij werd in februari 1991 verkozen tot de Académie des beaux-arts van Frankrijk. Hij was lid van de Duitse Akademie der Künste. In Frankrijk werd hij benoemd tot officier in het Legioen van Eer en grootofficier in de Orde van verdienste. In de Verenigde Staten met die vier eredoctoraten werd hij in 2002 benoemd tot ouderenambassadeur van de Verenigde Naties.
Zijn werk werd ook meerdere malen bekroond: Deburau Prize (1948) voor Mort Avant l'Aube; Emmy Award (1956) (Best Specialty Act - Single or Group); (gedeelde) Emmy (1968) voor Rowan and Martin's Laugh-In; Medaille Vermeil de la Ville de Paris (1987)
"De man van de stilte" kreeg een eerbetoon van de Franse president Nicolas Sarkozy ("Met hem verliest Frankrijk een van zijn meest eminente ambassadeurs") en van de Franse eerste minister François Fillon die een groet bracht aan "de artiest, de grote meester en de weerstander, die voor altijd de melancholische en poëtische clown zal belichamen, die zijn alter ego was".
Bij zijn opname in de Académie des Beaux Arts werd hij op 27 oktober 1993 begroet met een toespraak, waarvan hier de inleiding volgt:
 "Votre silence interpelle avec une force mystérieuse. Dans ce silence il y a tous les bruits du monde, un silence qui dit les drames et les espérances. En quelques instants, votre silence, je le crois un peu magique, a raconté beaucoup d’histoires que chacun d’entre nous a vécues ou rencontrées et qui bien souvent ne peuvent s’exprimer par des mots." 
 (vertaling) "Uw stilte roept ons toe met een mysterieuze kracht. In deze stilte vindt men al het lawaai van de wereld, een stilte die drama's en hoop vertolkt. Uw stilte, die ik een beetje als magisch beschouw, vertelt in enkele ogenblikken veel verhalen, die elk van ons beleefd heeft of ontmoet heeft, verhalen die heel dikwijls niet kunnen uitgedrukt worden in woorden." 

## Trivia
De Australische band Grinderman die bestaat uit Nick Cave en enkele van zijn Bad Seeds, refereert in het nummer "No Pussy Blues" naar Marcel Marceau: "I felt like Marcel Marceau must feel when she said that she just never wanted to." De Amerikaanse zanger Ellis Paul refereert aan Marceau in zijn nummer Paris In A Day, afkomstig van de cd A Carnival Of Voices (1996): "We did Paris in a day, what would Marcel Marceau say?"